# Хюи
Лий Хви Тек (на корейски: 이회택), по известен като Хюи, е южнокорейски певец и автор на песни в стил "кейпоп", както и композитор. Той дебютира като лидер и главен вокалист на момчешка група „Pentagon“ през октомври 2016 г., под „Cube Entertainment“.
Той е най-известен с композирането на песни „Never“, „Energetic“ (Уона Уан), „Shine“ и „Naughty Boy“ (Pentagon).

## Име
По време на груповия дебют той обясни значението зад „Хюи“, като каза, че истинското му име е Лий Хви Тек, но че е трудно да се произнесе, особено за чужденците. Тъй като той остава в Китай за известно време, той знаеше, че Хое / Хве се произнася като Хюи там, и затова реши Хюи като негово сценично име.

## Ранен живот
Лий Хви Тек е роден на 28 август 1993 г. в Гвачеон, провинция Кьонги-до, Южна Корея. През 2012 г. Хюи завършва Modern K Academy. Той живя в Пекин, Китай в продължение на осем месеца, преди да се присъедини към Cube през 2013 година.

## Кариера

### Пре-дебют
Хюи беше стажант в JYP, преди да се присъедини към Cube Entertainment. През 2010 г. той печели първо място за най-добър мъжки вокал на финалния кръг на 7-ото прослушване на JYP. През 2013 г. Хюи се готвеше да дебютира в Китай, но не успя. На открито прослушване през 2013 г., след като напусна JYP, той беше единственият участник, избран от трите развлекателни агенции (Cube, Sonic Music и Nega Network). През декември 2013 г. Хюи танцува на фестивала KBS и танцува на специалната сцена на Son Dong-woon и Kwon So-hyun. През 2014 г. Хуи се появява в музикалното видео и промоционални дейности на G.NA „Secret“. Той също се появи в „Rain Effect“ на Rain като стажант, който получи съвет от Rain относно дебюта. Хюи прекара около шест години като стажант, преди да дебютира с „Pentagon“. През февруари 2015 г. той е част от група за вокални проекти, „Seorin-dong Children“ с Jinho и друга певица. Те пуснаха римейк на класиката на Лий Уон-джин и Рю Кеум-док от 1994 г. „For All the New Lovers“. Групата не трябваше да се състои от тях, но след като тримата записаха гида, екипът на Cube’s Artist Development реши да го пусне.

### Дебют и соло кариера
На 10 октомври 2016 г. Хюи направи официалния си дебют като член на Pentagon чрез риалити шоуто на Mnet през 2016 г. Pentagon Maker и стана лидер на групата. Той беше актьор в уеб драмата Spark.
На 4 април 2017 г. Cube Entertainment обяви, че ще участва в проектна група, наречена Triple H, редом с Hyuna и E'dawn и че ще участват в риалити шоу, наречено „Triple H Fun Agency“. Групата дебютира на 1 май с EP, 199X и заглавна песен „365 Fresh“.
През 2017 г. той съавторира хитовата песен „Produce 101 Season 2“, „Never“ и дебютната песен на Wanna One, „Energetic“, заедно с Flow Blow, която спечели с публични гласове коя песен биха искали да видят за дебютната песен на групата. Двете песни постигнаха all-kill на Instiz, като се класираха на No. 1 в класациите в реално време на Melon, Mnet, Bugs, Genie, Soribada и Naver.
На 19 септември е разкрито, че Хюи участва в ново шоу, „Hyenas on the Keyboard“. Това е пилотно музикално шоу, в което известни автори на песни се състезават в музикалните класации. На 20 октомври той е представен за „One Night Food Trip“ заедно с Yoo Seon-ho, снимането започнало във Виетнам на 22 октомври.
Само през 2018 г. Хюи съавторира „Paradise“, „This Stop“ на Криеша Чу, „Don't Leave Me“ на Shinwha, както и Shine на Pentagon и още 3 песни от „Thumbs Up!“ На 9 юни, два идол групи на Cube Entertainment, Pentagon and (G)I-dle гостуват на шоуто Idol Room, където Хюи изпълнява самостоятелно продуцираната си песен „Theme song 1“ заедно с Jeon So-yeon „Theme song 2“ и те надаряват песента на шоуто.

## Любопитно
- Той може да свири на пиано
- Хюи може да прави преплитане. Той каза, че един път просто се е опитал да го направи и всичко мина добре
- Хюи каза, че не може да яде добре чужда храна[1]

## Дискография
| Заглавие                                                      | Година                  | Класации                | Продажби (DL)           | Албум                               |                         |                         |
| Заглавие                                                      | Година                  | KOR                     | Продажби (DL)           | Албум                               |                         |                         |
| Като основен изпълнител                                       | Като основен изпълнител | Като основен изпълнител | Като основен изпълнител | Като основен изпълнител             | Като основен изпълнител | Като основен изпълнител |
| ------------------------------------------------------------- | ----------------------- | ----------------------- | ----------------------- | ----------------------------------- | ----------------------- | ----------------------- |
| "Navigation"                                                  | 2018                    | —                       | N/A                     | Breakers Part 3                     |                         |                         |
| "Bodyguard"                                                   | 2018                    | —                       | N/A                     | Breakers Part 5                     |                         |                         |
| "Swim Good" (с Somin of KARD)                                 | 2018                    | —                       | N/A                     | Breakers Semi-final                 |                         |                         |
| "For You"                                                     | 2018                    | —                       | N/A                     | Breakers Final                      |                         |                         |
| Колаборации                                                   |                         |                         |                         |                                     |                         |                         |
| "시작되는 연인들을 위해" (서린동 아이들 (с Jinho & Yongjoo))  | 2015                    | —                       | N/A                     | 시작되는 연인들을 위해              |                         |                         |
| "Happy Winter Song" (с Jinho)                                 | 2016                    | —                       | N/A                     | United Cube Project Part 2          |                         |                         |
| "You Are" (с Jinho, Hongseok, Shinwon, Yeo One, Yan An, Kino) | 2016                    | —                       | N/A                     | Pentagon                            |                         |                         |
| "Thank You" (с Jinho)                                         | 2017                    | —                       | N/A                     | Ceremony                            |                         |                         |
| "All My Heart" (진심) (с Jinho)                               | 2019                    | —                       | N/A                     | MBC What Is The First place? Part 1 |                         |                         |
| "Sad Love Song" (슬픈 사랑의 노래) (с Lyn)                    | 2019                    | —                       | N/A                     | The Call 2 Third Project            |                         |                         |
| "Lift Trophy" (수상소감) (с Hangzoo)                          | 2019                    | —                       | N/A                     | The Call 2 Fifth Project            |                         |                         |
| Саундтрак изпълнения                                          |                         |                         |                         |                                     |                         |                         |
| "Who Am I"                                                    | 2017                    | —                       | N/A                     | Bad Guys 2 OST Part 1               |                         |                         |
| "Maybe"                                                       | 2018                    | —                       | N/A                     | About Time OST Part 3               |                         |                         |
| "Miss U" (с Jinho and Kino)                                   | 2019                    | —                       | N/A                     | On The Campus OST                   |                         |                         |
| "How Can I Do" (с Jinho and Wooseok)                          | 2019                    | —                       | N/A                     | Welcome to Waikiki 2 Part 4 OST     |                         |                         |

## Филмография

### Предавания
| Година | Заглавие                 | Канал       | Бележки                                       |
| ------ | ------------------------ | ----------- | --------------------------------------------- |
| 2013   | Chinese Idol<            | DragonTV    | Contestant, season 1 episode 2                |
| 2016   | Pentagon Maker           | Mnet-M2     | Contestant                                    |
| 2017   | Triple H Fun Agency      | E! Asia     | Main cast                                     |
| 2017   | Hyenas on the Keyboard   | KBS         | Pilot music variety show for Chuseok holiday  |
| 2017   | One Night Food Trip      | tvN         | Cast member, episode 40 – 43                  |
| 2018   | Breakers                 | Mnet        | Contestant                                    |
| 2018   | King of Mask Singer      | MBC         | Contestant as „Crane Guy“, episodes 141 – 142 |
| 2018   | Comedian Singer Producer | Naver V App | Cast member                                   |
| 2019   | GINI Stage               | MBC         | Contestant, as Cheering Team 2                |
| 2019   | The Call Season 2        | Mnet        | Contestant                                    |